# Tribunal de Reclamações Federais dos Estados Unidos
O Tribunal de Reclamações Federais dos Estados Unidos é um tribunal federal dos Estados Unidos que ouve reivindicações monetárias contra o governo dos EUA. É o sucessor directo do Tribunal de Reclamações dos Estados Unidos, que foi fundado em 1855, e é, portanto, uma versão revisada de um dos tribunais federais mais antigos do país.
O tribunal é estabelecido de acordo com a autoridade do Congresso nos termos do Artigo Primeiro da Constituição dos Estados Unidos. Ao contrário dos juízes de tribunais estabelecidos nos termos do Artigo Três da Constituição dos Estados Unidos, os juízes no Tribunal de Reclamações Federais não têm mandato de vida. Em vez disso, eles servem por períodos de 15 anos e são elegíveis para a renovação de mandato. O Presidente nomeia os juízes do Tribunal de Reclamações Federais dos EUA com o conselho e consentimento do Senado. Os juízes são removíveis pelo Tribunal de Apelações dos EUA para o Circuito Federal por "incompetência, má conduta, negligência de dever, envolvimento na prática da lei, ou deficiência física ou mental".
O Tribunal Federal de Reclamações está situado em Madison Place, em frente à Casa Branca, em Washington, D.C.